# Paederia ciliata
Paederia ciliata là một loài thực vật có hoa trong họ Thiến thảo. Loài này được (Bartl. ex DC.) Standl. mô tả khoa học đầu tiên năm 1940.